# Thunderstruck (chanson)
Pour les articles homonymes, voir Thunderstruck.
Singles de AC/DC
That's the Way I Wanna Rock 'n' Roll Moneytalks (en)
Pistes de The Razors Edge
Fire Your Guns
 (mai 2025).
Si vous disposez d'ouvrages ou d'articles de référence ou si vous connaissez des sites web de qualité traitant du thème abordé ici, merci de compléter l'article en donnant les références utiles à sa vérifiabilité et en les liant à la section « Notes et références ».
Thunderstruck est la première chanson de l'album The Razors Edge du groupe de hard rock AC/DC, sorti en 1990.
Depuis sa sortie, la chanson est jouée dans tous les concerts du groupe.
Lors de sa sortie, le single a atteint le no 5 dans les charts Mainstream Rock Tracks du Billboard magazine.
Le clip vidéo de cette chanson est présent sur la VHS Clipped et le DVD Family Jewels. La chanson est présente sur la bande originale des films Iron Man 2 (2010), Battleship (2012), Deadpool 2 (2018) et Super Mario Bros., le film (2023).
L'inspiration d'Angus Young pour cette chanson lui serait venue après que la foudre aurait frappé un avion à bord duquel il se trouvait et que ses cheveux se seraient dressés sur sa tête à cause de l'électricité statique emmagasinée par l'avion lors de l'impact de l'éclair sur la carlingue.
ThundHerStruck: est également le nom d'un tribute band d'AC/DC.
Ce titre est également utilisé par l'équipe NFL des Cheerleaders des Dallas Cowboys (DCC),par l'équipe de basketball Oklahoma City Thunder, les équipes de football de la Juventus de Turin, du LOSC depuis la saison 2018/2019, ainsi que l'équipe de rugby de Clermont lors de l'entrée des joueurs sur le terrain.
La chanson est utilisée souvent par les parachutistes britanniques de l'unité Pathfinder afin de les encourager au maximum lors de leurs sauts HALO.
Le clip vidéo atteint le milliard de vues sur la plateforme YouTube en octobre 2021.

## Classements et certifications
| Classement (1992)                         | Meilleure position |
| ----------------------------------------- | ------------------ |
| Allemagne (GfK Entertainment)             | 21                 |
| Australie (ARIA)                          | 4                  |
| Belgique (Flandre Ultratop 50 Singles)    | 4                  |
| Canada (RPM Top Singles)                  | 20                 |
| États-Unis (Mainstream Rock Tracks chart) | 5                  |
| Finlande (Suomen virallinen lista)        | 1                  |
| Irlande (IRMA)                            | 5                  |
| Nouvelle-Zélande (RMNZ)                   | 3                  |
| Pays-Bas (Single Top 100)                 | 3                  |
| Royaume-Uni (UK Singles Chart)            | 13                 |
| Suisse (Schweizer Hitparade)              | 16                 |
| Classement (2012 / 2015)                  | Meilleure position |
| Autriche (Ö3 Austria Top 40)              | 65                 |
| Danemark (Tracklisten)                    | 29                 |
| Espagne (PROMUSICAE)                      | 34                 |
| France (SNEP)                             | 45                 |
| Irlande (IRMA)                            | 25                 |
| Royaume-Uni (UK Rock Chart)               | 1                  |
| Suède (Sverigetopplistan)                 | 80                 |

| Pays               | Certification    | Unités certifiées |
| ------------------ | ---------------- | ----------------- |
| Australie (ARIA)   | 10 × Platine     | 700 000           |
| Danemark (IFPI)    | Platine          | 90 000            |
| Italie (FIMI)      | 2 × Platine      | 100 000           |
| Mexique (AMPROFON) | 3 × Platine + Or | 210 000           |
| Royaume-Uni (BPI)  | Platine          | 600 000           |

| Pays                  | Certification | Unités certifiées |
| --------------------- | ------------- | ----------------- |
| Canada (Music Canada) | Platine       | 40 000            |
| États-Unis (RIAA)     | Platine       | 1 000 000         |

## Utilisation dans d'autres œuvres
Elle est utilisée dans :
- Supernatural, dans l'épisode 1 de la saison 5
- Iron Man 2
- Battleship
- Planes 2
- Deadpool 2
- Die Hard : Belle journée pour mourir
- Super Mario Bros., le film
- The Fall Guy
- La Vie d'Adèle : Chapitres 1 et 2
- Magnum épisode 1 de la Saison 1